# U-28 (1936)
U-28 – niemiecki okręt podwodny (U-Boot) typu VII A z okresu II wojny światowej. Okręt wszedł do służby w 1936 roku. Wybrani dowódcy: Kptlt. Wilhelm Ambrosius, Oblt. Fritz-Julius Lemp, Kptlt. Günter Kuhnke, Oblt. Friedrich Guggenberger, Oblt. Karl-Heinz Marbach.

## Historia
Odbył 6 patroli bojowych, spędzając w morzu 242 dni. Zatopił 12 jednostek o łącznej pojemności 51 829 BRT, jeden okręt pomocniczy (okręt-pułapkę HMS „Cape Howe”) i uszkodził 2 statki (łącznie 9577 BRT). 
W listopadzie 1940 roku przeniesiony do zadań szkolnych. Zatonął 14 marca 1944 roku w porcie w Neustadt na skutek wypadku. Podniesiony w marcu 1944 roku, wycofany ze służby w sierpniu 1944 roku.